# Mercedes Pomares
Mercedes Pomares (Majagua, Cuba; 9 de abril de 1954-6 de agosto de 2024) fue una voleibolista cubana que jugó en la posición de atacante externa.

## Carrera
Conocida como "La Zurda de Majagua", representó a Cuba en tres ediciones de los Juegos Olímpicos; en Múnich 1972, Montreal 1976 y Moscú 1980. Terminó siendo la capitana de la selección nacional a finales de los años 1970.
Pomares también fue finalista en la Copa Mundial de Voleibol Femenino de 1977 y campeona en la edición de 1978 en Unión Soviética.
Pomares también ganó la medalla de oro en cuatro ediciones de los Juegos Panamericanos en 1971, 1975, 1979 y 1983, además de tres medallas de oro en los Juegos Centroamericanos y del Caribe en 1974, 1978 y 1982.